# Anjahambe
Anjahambe is een plaats en commune in het oosten van Madagaskar, behorend tot het district Vavatenina, dat gelegen is in de regio Analanjirofo. Tijdens een volkstelling in 2001 telde de plaats 12.143 inwoners.
De plaats biedt naast lager onderwijs ook middelbaar onderwijs aan. 90 % van de bevolking werkt als landbouwer en 5 % houdt zich bezig met veeteelt. De belangrijkste landbouwproducten zijn rijst en bananen; andere belangrijke producten zijn koffie, kruidnagelen en vanille. Verder is 5% actief in de dienstensector.